# بينيت سنيدون
بينيت سنيدون (بالإنجليزية: Bennett Sneddon)‏ (4 أبريل 1997 في الولايات المتحدة - ) هو لاعب كرة قدم أمريكي في مركز حراسة المرمى. لعب مع لوس انجلوس غالاكسي 2.

## وصلات خارجية
- بينيت سنيدون على موقع قاعدة بيانات كرة القدم.إي يو (الإنجليزية)